# Liste der Bischöfe von Fiesole
Die nachfolgend genannten Männer waren oder sind Bischöfe des Bistums Fiesole:
- Ignotus (nachweislich ca. 492)[1]
- Rusticus (nachweislich 536)[2]
- Teudaldus (nachweislich 715)
- Winizo (nachweislich 966)[3]
- Zenobius (nachweislich 966, 968)[4]
- Petrus (nachweislich 982)[5]
- Ragimbaldus (nachweislich 1017, 1018)[6]
- Jacobus (nachweislich 1027–1036)[7]
- Atinulfus (nachweislich 1046–1058)[8]
- Trasmundus (nachweislich 1059–1075)[9]
- Wilelmus (nachweislich 1077)[10]
- Gebizo (nachweislich 1099)[11]
- Joannes (nachweislich 1101–1109)[12]
- Joannes (1114–1134)[13]
- Jonathas (nachweislich 1144)[14]
- Rodulfus (nachweislich 1153, 1177)[15]
- Lanfrancus (nachweislich 1179–1187)
- Rainerius (1219)[16]
- Hildebrandus (1220–1256)[17]
- Fuligno Carboni (-1349)
- St. Andrea Corsini, OCarm (1349–1374)
- Fra Jacopo Altovita OP  (1390)
- Antonio Caetani d. Ältere (1409–1411)
- Benozzo Federighi (1421–1450)
- Leonardo Salutati (1450–1466)
- Antonio degli Agli[18] (1467–1470, danach Bischof von Volterra)
- Guglielmo Becchi, OSA[19] (1470–1481)
- Roberto Folchi (1481–1510)
- Guglielmo de’ Folchi (1510–1530)
- Braccio Martelli (1530–1552, danach Bischof von Lecce)
- Pietro Camaiani (1552–1566, danach Bischof von Ascoli Piceno)
- Angelo Cattani da Diacceto, OP (1566–1570)
- Francesco Cattani da Diacceto[20] (1570–1595)
- Alessandro Marzi de’ Medici (1596–1605, danach Erzbischof von Florenz)
- Bartolomeo Lanfredini (1605–1614)
- Baccio Gherardini (1615–1620)
- Tommaso Ximenes (1620–1633)[21]
- Lorenzo della Robbia (1634–1645)
- Roberto Strozzi (1645–1670)
- Filippo Soldani (1670–1674)
- Filippo Neri degli Altoviti (1675–1702)
- Tommaso Bonaventura della Gherardesca (1703–1703, danach Erzbischof von Florenz)
- Orazio Maria Panciatichi (1703–1716)
- Luigi Maria Strozzi (1716–1736)
- Francesco Maria Ginori (1736–1775)
- Ranieri Mancini (1776–1809)
- Martino Leonardo Brandaglia (1815–1825)
- Giovanni Battista Parretti (1828–1839, danach Erzbischof von Pisa)
- Vincenzo Menchi (1843–1846)
- Francesco Bronzuoli (1848–1856)
- Gioacchino Antonelli (1857–1859)
- Lorenzo Frescobaldi (1871–1874)
- Luigi Corsani (1874–1888)
- Benedetto Tommasi (1888–1892, danach Erzbischof von Siena)
- David Camilli (1893–1909)
- Giovanni Fossà (1909–1936)
- Giovanni Giorgis (1937–1953, danach Bischof von Susa)
- Antonio Bagnoli (1954–1977)
- Simone Scatizzi (1977–1981, danach Bischof von Pistoia)
- Luciano Giovannetti (1981–2010)
- Mario Meini (2010–2022)
- Stefano Manetti (seit 2022)